# 放射性落下灰
放射性落下灰，也称放射性沉降物、放射性落塵、輻射落塵或原子尘，是核弹爆炸或核反应堆泄漏后从天而降的放射性尘埃，含有大量放射性元素，是一种放射性污染。核弹爆炸产生的辐射尘中含有大量半衰期很短的放射性元素，相当致命，动物表皮沾染后可引起皮肤β射线损伤，进而可以导致整条食物链的污染。

## 种类

### 全球范围
核武器空爆后所产生的烟云中含有放射性粒子，在风和重力的作用下，边降落边向下风方向飘移。其中较重的粒子在数分钟内即开始降落，24小时内降落在爆区下风方向数百千米的范围内，造成近区沾染；较轻的粒子，在几十小时至几天内降落到下风方向更远的地面，造成远区沾染；而美国原子能委员会认为，更轻的粒子随风飘移甚至可以环绕地球，经数日、数月，乃至数年后方能降落到地面，造成全球性沾染。

### 当地

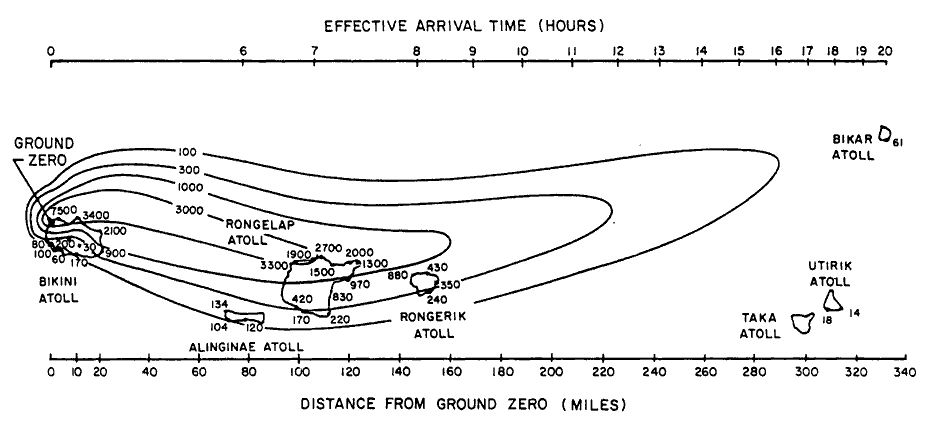
美国Castle Bravo核爆后的落下灰分布图

核武器在地表或水面爆炸後，大量的泥土或水会被火球的高温所汽化，并被带入放射性烟云中。当这些物质与可裂变物质或与其他中子已活化的放射性污染物浓缩时，会具有放射性。在下表中的许多同位素会衰变成为人们所熟知的其他同位素。
| 同位素 | 耐受指数 |
| ------ | -------- |
| 91Sr   | 0.2      |
| 92Sr   | 1.0      |
| 95Zr   | 1.0      |
| 99Mo   | 1.0      |
| 106Ru  | 0.0      |
| 131Sb  | 0.1      |
| 132Te  | 0.0      |
| 134Te  | 0.0      |
| 137Cs  | 0.0      |
| 140Ba  | 0.3      |
| 141La  | 0.7      |
| 144Ce  | 1.0      |

## 影响因素

### 爆炸方式
爆炸的位置主要是两种：空中和表面。当核武器在空中爆炸时的谓之空爆，与地表爆炸相比，其产生的放射性沉降物会相对少一些。在半地面方式下爆炸，还会产生一种附加效应，即所谓“基浪”（base surge）。

### 气象条件
气象条件对放射性沉降的影响很大，尤其是当地沉降。在雨雪的冲刷条件下，会加速当地沉降过程。在某些特殊条件下，如源于放射性云层带有大量落下灰的本地降雨（即俗称的“黑雨”），可能会使核爆炸顺风区中的某个地域形成一个重污染区。

## 效果
当动物接受了辐射后，可能会有一系列的生物变化。某些全身通过高剂量辐射后立即死亡，有些则基本正常生活了一段时间，然而随着延迟性辐射效应的发展，暴露于辐射人群中会使他们受到低剂量辐射。

### 短期
损伤效果主要因β射线的剂量和能量而定，皮肤受到落下灰中β射线照射的剂量愈大，损伤愈严重。

### 长期
辐射后期或延迟效应之后发生的辐射剂量和剂量等级范围较广。延迟效应可能会在照射数月后甚至数年后出现，其影响的广泛几乎涉及所有的组织或器官。辐射延迟可能出现的后果，有生命缩短、组织癌变、白内障的形成，慢性放射性皮肤炎、生育率降低和基因突变。

## 核反应堆事故
尽管核反应堆事故没有像核武器爆炸那么严重，但同样可以产生落下灰。核爆炸所产生的同位素特征与严重的反应堆事故（如切尔诺贝利核事故）有很大的不同。两者最关键的差异是挥发性与半衰期。

## 防护

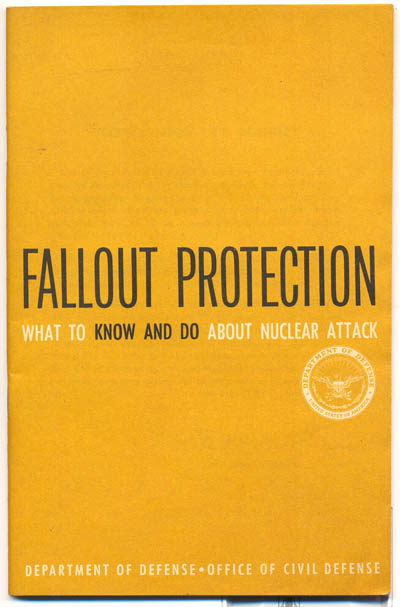
冷战期间美国国防部的落下灰防护手册

在冷战期间，美苏英三国对国民进行了大量的核战争条件下的生存教育。其中美国的民防措施较为完备。美国政府提供了一系列程序，使得人民能够最大限度地减少暴露于原子尘的时间。但目前流行的防护态度是，全球热核战争一旦爆发，短期生存将是徒劳的，因此亦不再保留防尘庇护所。

## 延伸阅读
- Glasstone, Samuel and Dolan, Philip J., The Effects of Nuclear Weapons (third edition)，美国政府印刷所，1977
- NATO Handbook on the Medical Aspects of NBC Defensive Operations (Part I - Nuclear)，美国陆海空军部，于华盛顿，1996 （页面存档备份，存于）
- Smyth, H. DeW., Atomic Energy for Military Purposes 普林斯顿大学出版社，1945. (Smyth Report)
- The Effects of Nuclear War in America, Office of Technology Assessment (May 1979)
- T. Imanaka, S. Fukutani, M. Yamamoto, A. Sakaguchi and M. Hoshi, J. Radiation Research, 2006, 47, Suppl A121-A127.
- Sheldon Novick, The Careless Atom, (Boston MA: Houghton Mifflin Co., 1969), p. 98